# Хари Майен
Харолд Хаубенщок, известен с псевдонима си Хари Майен, е германски театрален и киноактьор, кинорежисьор и драматург.

## Биография
Роден е на 31 август 1924 година в Хамбург, Германия и умира там на 14 април 1979 г.
Започва своята професионална кариера през 1945 година в хамбургския театър „Талия“, където работи 7 години. След това играе 3 години в градския театър „Аченер“. През 1955 година става жител на Берлин. Приема да изиграе няколко филмови роли. Често играе ролята на млад мъж от добро семейство. От средата на 1960-те години е изключително активен на театралата сцена. Започва да се изявява като драматург, както и като актьор в телевизиони пиеси.
През живота си се жени 2 пъти. Първата му жена е актрисата Анелис Рьомер. Втората му съпруга е актрисата Роми Шнайдер, от която има син на име Давид. Преживява тежко раздялата му със своя син, злоупотребява с алкохол. Приятелката му го намира мъртъв – той се обесва на пожарната стълба в дома си.

## Филмография
- 1948: Arche Nora
- 1952: Der große Zapfenstreich
- 1952: Alraune
- 1952: Wir tanzen auf dem Regenbogen
- 1953: Träume auf Raten (TV)
- 1953: Geliebtes Leben
- 1953: Regina Amstetten
- 1954: Der treue Husar
- 1954: Fräulein vom Amt
- 1955: Des Teufels General
- 1955: Sergeant Cuff kann den Mondstein nicht finden (TV-Serie Die Galerie der großen Detektive)
- 1956: Das Konzert (TV)
- 1956: Meine 16 Söhne
- 1956: Nacht der Entscheidung
- 1957: Skandal in Ischl
- 1957: Junger Mann, der alles kann
- 1958: Penelope oder Die Lorbeermaske (TV; Regie)
- 1958: Der eiserne Gustav
- 1958: Petersburger Nächte
- 1958: Madeleine und der Legionär
- 1959: Alt Heidelberg
- 1959: Freddy, die Gitarre und das Meer
- 1960: Eine Frau fürs ganze Leben
- 1960: Sturm im Wasserglas
- 1960: Liebling der Götter
- 1960: Das kunstseidene Mädchen
- 1961: Mörderspiel
- 1961: Mrs. Billings' Scheidung (TV)
- 1961: Lebensborn
- 1962: Die Rote
- 1962: Frauenarzt Dr. Sibelius
- 1963: Das gelbe Paket (TV-Serie Die fünfte Kolonne)
- 1963: Im Schatten einer Nacht / Der Mörder / Der Schatten der Laura S. (Le meurtrier)
- 1964: Die Gruft mit dem Rätselschloß
- 1966: Im Dienste der deutschen Armee / Spion zwischen zwei Fronten (Triple Cross)
- 1966: Brennt Paris? (Paris brûle-t-il?)
- 1966: Der Tag des Zornes (TV)
- 1970: Endspurt (TV; auch Regie)
- 1972: Überlegungen eines Mörders (TV-Serie Der Kommissar)
- 1974: Traumbilder (TV-Serie Der Kommissar)
- 1974: Im Jagdhaus (TV-Serie Der Kommissar)
- 1975: Schließfach 763 (TV)
- 1975: Kamillas junger Freund (TV-Serie Derrick)
- 1975: Ein Fall für Sie! – Sprechstunde nach Vereinbarung
- 1977: Toccata und Fuge (TV-Serie Der Alte)